# Лесной (Минская область)
Лесно́й (бел. Лясны́) — агрогородок в Минском районе Минской области Белоруссии. Административный центр Боровлянского сельсовета. Расположен в 6 километрах от Минской кольцевой автодороги и в 14 километрах от центра города Минска.

## История
- 1582 год — Боровляны впервые упоминаются в документах как собственность князя Б. Соломорецкого.
- 1600 год — Боровляны — собственность Л.Ратомской и княгини Г. Друцкой-Горской,
- 1800 год — Боровляны переходят во владение коллежского асессора А. Ратомского.
- На протяжении XIX века деревня не раз меняла своих владельцев, а в 1870 году вошла в состав Острошицгородокской волости.
- 1960 год — Боровляны получают вторую жизнь: неподалёку от деревни строится научный городок и комплекс лечебно-оздоровительных учреждений.
- 1965 год — рядом с Боровлянами заложен первый многоквартирный жилой дом, с которого начался посёлок Лесной.
- 2006 год — начато строительство нового квартала Зелёный Бор.
- 2010 год  — поселок Лесной перешёл в разряд агрогордков.
- 2012 год — квартал Зелёный Бор насчитывает 14 жилых домов.
- 2017 год — завершается строительство квартала Зелёный Бор-3, который состоит из 5 домов и является продолжением квартала Зелёный Бор, но формально принадлежит к деревне Боровляны, улица Березовая роща

Постоянное расширение сетей коммуникаций, инфраструктуры, дорог и транспортного сообщения послужило толчком для развития и соседней деревни Боровляны. С годами территориальные границы между двумя населёнными пунктами стали условными, и теперь оба населенных пункта часто воспринимаются как единый жилой массив под общим названием Боровляны.
В 2010 году посёлок Лесной преобразован в агрогородок.

## Здравоохранение
На территории посёлка расположены
- Минская областная детская клиническая больница
- Минская областная клиническая больница
- Республиканский научно-практический центр онкологии и медицинской радиологии им. Н. Н. Александрова
- Республиканский клинический госпиталь инвалидов Великой Отечественной войны имени П. М. Машерова
- Республиканский научно-практический центр детской онкологии, гематологии и иммунологии

## Население
В 2008 зарегистрировано 10077 человек.
В 2018 зарегистрировано 19371 человек.

## Транспорт
Посёлок Лесной связан с Минском несколькими автобусными маршрутами, а также маршрутными такси. Кроме того, существует несколько междугородных рейсов в города Минской области. В основном это обусловлено наличием в посёлке нескольких медицинских учреждений, в том числе РНПЦ Онкологии.
Разворотное кольцо — конечная остановка «Зеленый бор» (автобусы, маршрутные такси).
Разворотное кольцо — остановка «Областная больница» (автобусы, маршрутные такси, пригородные автобусы и маршрутные такси в отдельные населенные пункты).
Разворотное кольцо — остановка «Тубдиспансер» (автобусы, маршрутные такси).

## Улицы
С момента основания поселка Лесной дома традиционно нумеровались без обозначения улиц, однако дома квартала Зелёный Бор относятся к улице Н. Н. Александрова.
В марте 2023 года образованы улицы Мирная и Троицкая.

## Достопримечательности
- Храм в честь Благовещения Пресвятой Богородицы 54°00′08″ с. ш. 27°40′45″ в. д.HGЯO
- Костёл Матери Божьей
- Обелиск воинам Великой Отечественной войны 54°00′07″ с. ш. 27°41′02″ в. д.HGЯO

## Галерея
- Костёл Матери Божьей